# Rotbrust-Krontaube
Die Rotbrust-Krontaube (Goura scheepmakeri), auch Maronenbrust-Krontaube, Graubug-Krontaube oder Scheepmaker-Krontaube genannt, ist mit einer Körperlänge von 66–74 Zentimetern und einem Gesamtgewicht von 2,5 Kilogramm einer der größten Vertreter der Familie der Tauben (Columbidae). Sie kommt ausschließlich in einem kleinen Gebiet auf Neuguinea vor.
Die Art wird von der IUCN als gefährdet (vulnerable) eingestuft. Es werden keine Unterarten unterschieden.

## Merkmale

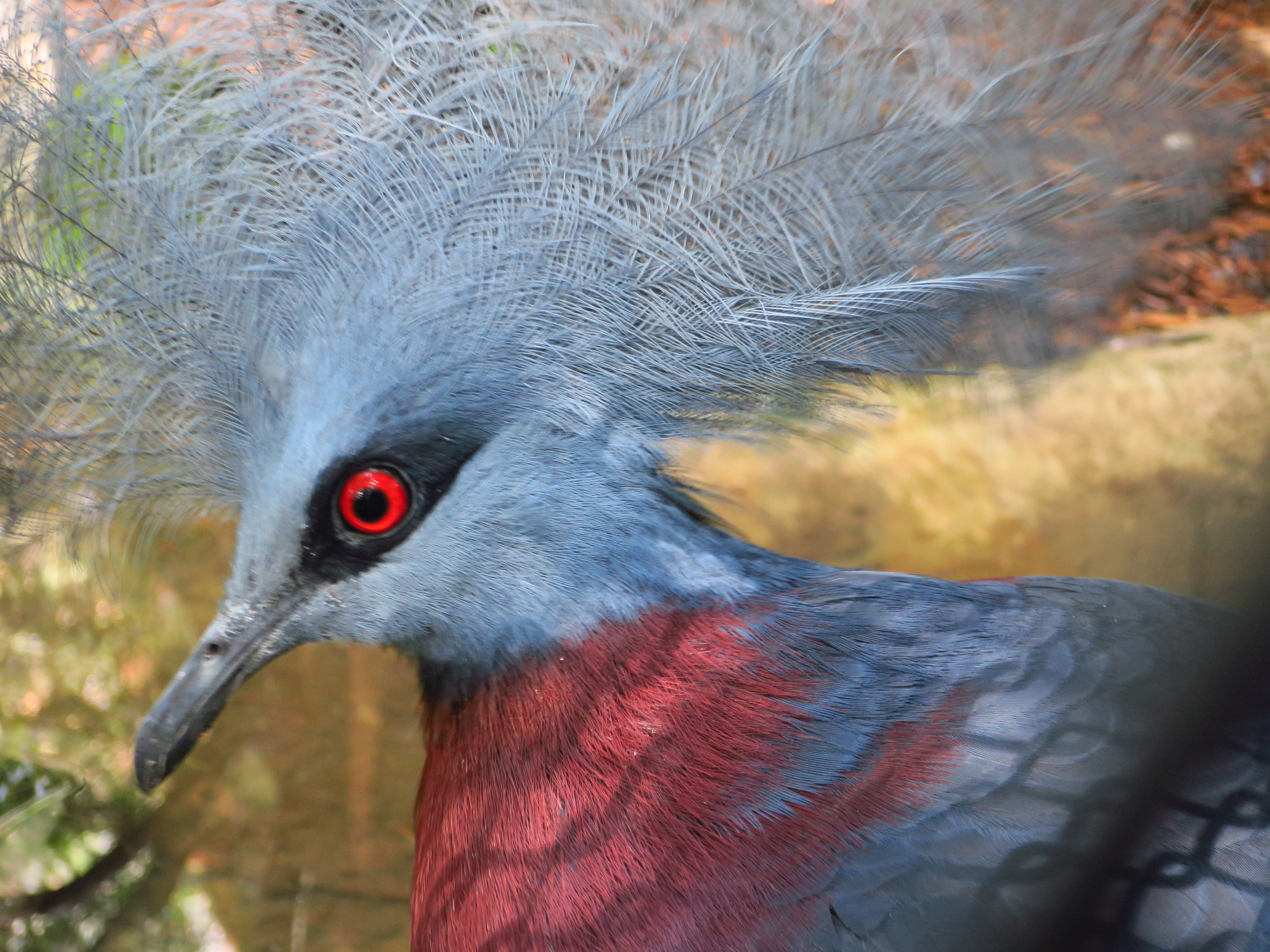
Kopfstudie einer Rotbrust-Krontaube im Vogelpark Olching

Die Rotbrust-Krontaube ist wie alle Krontauben eine fast putengroße, kompakt gebaute Taube. Wie für die Gattung der Krontauben charakteristisch, besteht auch bei der Rotbrust-Krontaube das Schwanzgefieder aus 16 Federn, der Schwanz ist abgerundet. Sie hat keine Bürzeldrüse und keine Gallenblase. Es gibt keinen Geschlechtsdimorphismus, die Männchen sind lediglich geringfügig größer als die Weibchen.
Die Stirn, der Scheitel und der Nacken sind blaugrau, die Federn von der Mitte des Scheitels bis in den Nacken sind stark verlängert und bilden eine flache, filigrane Federhaube. Die Federn des Zügels und die Federn um das Auge sind schwärzlich bis dunkel blaugrau und bilden so eine Gesichtsmaske. Der Hinterhals ist dunkel blaugrau und geht in einen schieferfarbenen Mantel über. Die kleinen Flügeldecken sind dunkel blaugrau mit kastanienbraunen Säumen. Die Federn der großen Flügeldecken sind dagegen weißlich und haben auf der Spitze der Außenfahnen jeweils einen großen purpurfarbenen bis kastanienbraunen Fleck und einen kleinen gleichfarbigen Fleck auf der Innenfahne. Dadurch entsteht der auffällige weiße Spiegel auf den Flügeln. Der Rücken ist blaugrau und geht in einen dunkleren, bei einigen Individuen fast schwarzen Bürzel und Oberschwanzdecken über. Das Schwanzgefieder ist dunkel blaugrau mit einem hellgrauen Endband.
Das Kinn, die Kehle und die Ohrdecken sind blaugrau und gehen am oberen Hals in einen dunkleren blaugrauen Ton über. Die Brust ist kastanienbraun. Der Bauch, der Bürzel und die Schenkel sind dunkel blaugrau bis schwarz. Die Unterschwanzdecken sind blaugrau oder schwarz, das Schwanzgefieder ist auf der Unterseite schwärzlich mit einem etwas blasseren Endband. Der Orbitalring ist schwarzgrau. Die Beine sind orange und die Zehen sind grau. Der Schnabel ist ebenfalls hellblau.

## Verbreitung und Lebensraum

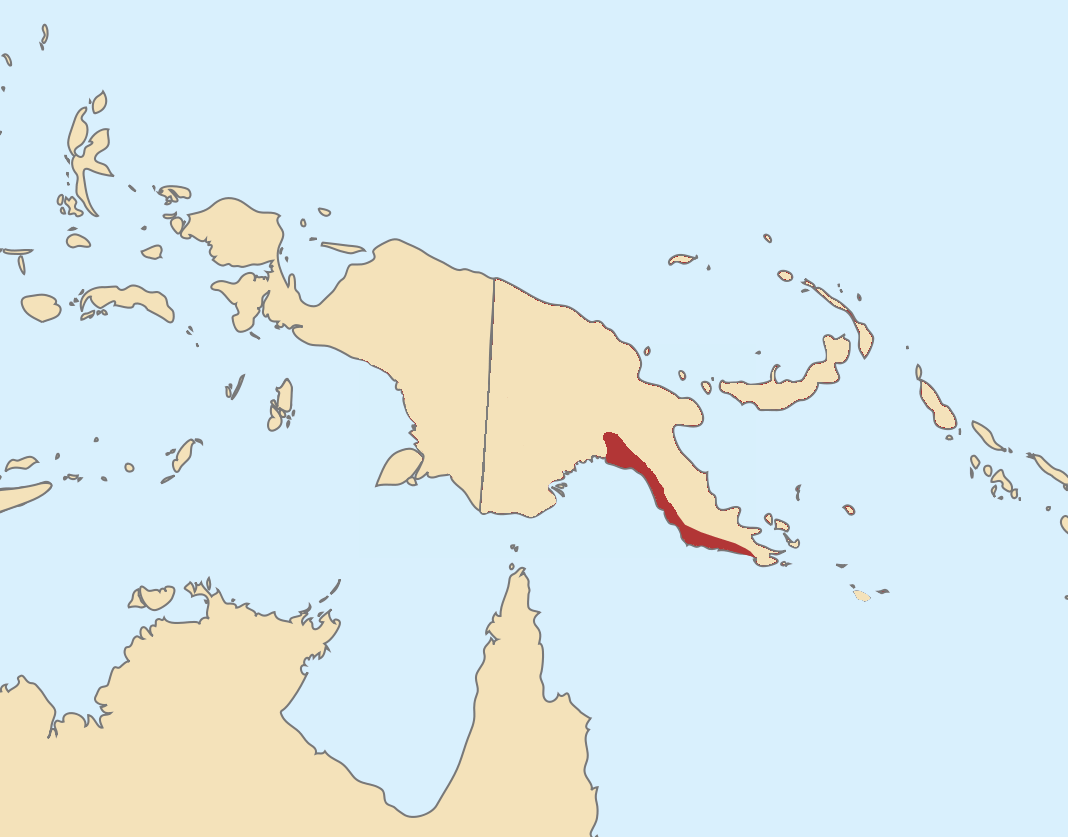
Verbreitungskarte der Rotbrust-Krontaube

Die tagaktive Rotbrust-Krontaube kommt nur im südöstlichen Teil der Insel Neuguinea vor. Sie bewohnt die dortigen tropischen Regenwälder.

## Lebensweise
Rotbrust-Krontauben leben überwiegend auf dem Boden, baumen jedoch zum Ruhen auf und bauen auch ihr Nest in Bäumen. Die geselligen Tiere leben in kleinen Trupps, die in der Regel drei bis sieben Individuen umfassen. Vereinzelt wurden jedoch auch schon Trupps beobachtet, die bis zu 30 Rotbrust-Krontauben umfassten. Sie bewegen sich am Boden langsam schreitend mit einem charakteristischen Schwanzwippen. Gegenüber anderen Vögeln und Lebewesen imponieren sie durch das Hochstellen der Flügel.
Sie suchen ihr Futter wie Beeren, andere Früchte oder Fallobst tagsüber am Waldboden. Die Nacht verbringen sie zusammen in den Kronen hoher Bäume. Bei Gefahr fliegen sie auf und flüchten auf die Bäume. Die Lebenserwartung beträgt ca. 7 Jahre.

## Fortpflanzung
In Gefangenschaft legt das Weibchen erstmals im Alter von 15 Monaten ein Ei. Das Küken wird mehrere Monate von beiden Eltern versorgt. Das Nest legen die Vögel auf Bäumen in einer Höhe von ca. 15 Metern an.

## Gefährdung
Diese Art ist durch den Verlust ihres Lebensraumes, durch Holzeinschlag, die illegale Jagd sowie als Sammlerobjekt für Vogelliebhaber ernsthaft in ihrem Bestand bedroht. Zum Schutz der Art sind wissenschaftliche Untersuchungen in ihrem Lebensraum angelaufen, um Schutzgebiete und weitere konkrete Schutzmaßnahmen abzustimmen. In verschiedenen zoologischen Anlagen wurde diese Art zudem erfolgreich nachgezüchtet.

## Haltung
Krontauben wurden vermutlich bereits gegen Ende des 17. Jahrhunderts erstmals in die Niederlande eingeführt. Die Rotbrust-Krontaube wurde 1903 erstmals erfolgreich im Zoo London gezüchtet, rund 50 Jahre später als die nah verwandte Krontaube (G. cristata), die bereits 1850 zeitgleich in den Zoologischen Gärten in London, Rotterdam und Paris gezüchtet wurde. Die Rotbrust-Krontaube wird heute in keinen europäischen Zoo mehr gehalten, häufig ist hingegen die jetzt als eigene Art eingestufte Sclaters Rotbrust-Krontaube in Zoologischen Gärten zu sehen: Krontauben gelten als sehr verträglich, so dass in großen Anlagen wie beispielsweise Tropenhallen mehrere Paare gehalten werden können und mit anderen, auch kleineren Vögeln vergesellschaftet werden können.
Wie für die beiden anderen Krontauben-Arten gibt es auch für die Rotbrust-Krontaube ein Europäisches Erhaltungszuchtprogramm.